# Jezioro Strzemiuszczek
Strzemiuszczek – jezioro w woj. kujawsko-pomorskim, w powiecie brodnickim, w gminie Zbiczno, leżące na terenie Pojezierza Brodnickiego. Jezioro leży na terenie Brodnickiego Parku Krajobrazowego.

## Dane morfometryczne
Powierzchnia zwierciadła wody wynosi 20,8 ha.
Zwierciadło wody położone jest na wysokości 76,4 m n.p.m. Średnia głębokość jeziora wynosi 1,2 m, natomiast głębokość maksymalna 2,3 m.
Na podstawie badań przeprowadzonych w 2004 roku wody jeziora zaliczono do III klasy czystości i oznaczono jako poza kategorią podatności na degradację.

## Hydronimia
Według urzędowego spisu opracowanego przez Komisję Nazw Miejscowości i Obiektów Fizjograficznych (KNMiOF) nazwa tego jeziora to Strzemiuszczek.